# اعتلال الكلية بالفوسفات
اعتلال الكلية بالفوسفات أو الكلاس الكلوي (انحصار الكلس في الكليتين)، هو حالة كلوية وخيمة تبدأ بتكوّن بلورات الفوسفات داخل النبيبات الكلوية. يرتبط حدوث هذا القصور بتناول فوسفات الصوديوم فمويًا مثل فوسفات الصوديوم سي.بي فلييت وساليكس فيزوكول، المستخدمة لتطهير الأمعاء قبل إجراء تنظير القولون.
وفقًا لإدارة الغذاء والدواء الأمريكية FDA، فإن عوامل الخطر المحتملة لهذه المضاعفات هي أمراض الكلية المصاب بها مسبقًا وزيادة العمر والإناث والتجفاف والأمراض المترافقة مثل السكري وارتفاع ضغط الدم ..الخ، والعلاج المترافق بأدوية ارتفاع ضغط الدم (مثبط الإنزيم المحول للأنجيوتنسين ومضادات مستقبلات الأنجيوتينسن II) والأدوية التي تؤثر على التروية الكلوية (مضادات الالتهاب اللاستيرويدية NSAIDs والمدرات البولية). يمكن تشخيص هذه المضاعفات باختبارات الكلى والعلامات الحيوية في المختبرات بما في ذلك التلوين النسيجي الكيميائي لعينات خزعة الكلى وقياس مستوى الكرياتينين وسرعة الترشيح الكبيبي GFR والنتاج البولب والفحص المجهري للبول والتصوير المقطعي المحوسب CT وتحليل البول.
قد يؤدي اعتلال الكلية بالفوسفات أيضًا إلى مزيد من المضاعفات الكلوية بما في ذلك أمراض الكلى الحادة والمزمنة، أو فقدان وظائف الكلى المفاجئ والتدريجي بمرور الوقت. تتضمن مناهج التدبير المختلفة استخدام عوامل تحضير الأمعاء البديلة وزيادة تقييم مخاطر المرضى من قبل المتخصصين في الرعاية الصحية، بما في ذلك اختصاصي أمراض الكلى واختصاصي الجهاز الهضمي واختصاصي باثولوجيا الكلى. لا تتضمن العوامل الأخرى المستخدمة في تحضير الأمعاء أي مخاطر (مثل سترات المغنيسيوم أو بولي إيثيلين جلايكول PEG-3350 والمطهرات القائمة على الكهارل مثل كوليت Colyte أو غوليتلي Golytely).
وفقًا لإدارة الغذاء والدواء الأمريكية FDA: «يعدّ اعتلال الكلية الحاد بالفوسفات مرضًا ضارًا نادرًا وخطيرًا مرتبطًا باستخدام فوسفات الصوديوم الفموي. وقد وُصِفَ مسبقًا في ورقة معلومات متخصصي الرعاية الصحية وفي الورقة العلمية الصادرة عن إدارة الغذاء والدواء الأمريكية في مايو 2006. أُبلِغَ عن حالات أخرى من اعتلال الكلية الحاد بالفوسفات إلى إدارة الغذاء والدواء ووُصِفَت في الأدبيات الطبية منذ صدورها».

## الأعراض والعلامات
لدى المرضى الذين يعانون من اعتلال الكلية بالفوسفات نتائج متغيرة، إما أن يجري التعرف عليهم على أنهم مصابون بإصابة الكلى الحادة أو الفشل الكلوي المفاجئ أو يتم تشخيصهم. تتشابه أعراض اعتلال الكلية بالفوسفات مع النخر الأنبوبي الحاد -إصابة كلوية داخلية المنشأ- بسبب الكشف عن ترسب بلورات فوسفات الكالسيوم في الأنابيب الكلوية بعد استخدام فوسفات الصوديوم الفموي. على سبيل المثال، يمكن أن تشير الأعراض بما في ذلك الإسهال والتقيؤ والتجفاف والإنتان وانخفاض ضغط الدم بعد تنظير القولون، إلى خطر اعتلال الكلية بالفوسفات وتثير القلق بشأن النخر الأنبوبي الحاد. ينتج عن انخفاض ضغط الدم والتجفاف جفاف الأغشية المخاطية وانخفاض انتباج الجلد وبرودة الأطراف، والتي يمكن استخدامها للتنبؤ بالتروية الكلوية غير الطبيعية. ونظرًا لوجود فجوة بين الاستخدام الأول لفوسفات الصوديوم الفموي وبدء ظهور الأعراض التي يمكن التعرف عليها، تُغفَل العديد من حالات اعتلال الكلية بالفوسفات ولا تؤخذ الخزعة من الكلية لمزيد من التحقيق.
عُثِرَ على ارتباط بين فرط فوسفات الدم العابر، وهو اضطراب الكهارل مع ارتفاع مستوى الفوسفات في الدم، واستخدام فوسفات الصوديوم الفموي بعد تنظير القولون. تشوهات الكهارل الهامة بما في ذلك نقص كالسيوم الدم وفرط صوديوم الدم ونقص مغنسيوم الدم، هي أيضًا نتائج استخدام فوسفات الصوديوم الفموي. نظرًا لأن اختبارات الكشف هذه تُجرَى في الغالب على مستوى المختبر، فإن حالات اعتلال الكلية بالفوسفات لا يُكشف عنها على نطاق واسع ويُغفل عنها.